# Le Repas chez Simon (de Champaigne)
 (septembre 2012).
Le Repas chez Simon est une huile sur toile (292 cm × 399 cm) peinte par Philippe de Champaigne vers 1656 et conservée au musée d'Arts de Nantes. Ce tableau est représentatif du classicisme tel qu’il se définit au XVIIe siècle. 
Philippe de Champaigne cherche un équilibre construit sur une symétrie et sur une grande frontalité. L’artiste ne cherche pas à capter l’émotion ou à séduire le spectateur. Au contraire, il préfère toucher sa raison. Son argumentation procède de la démonstration et l’image n’est pas une fin en soi. Si celle-ci joue le jeu de la transparence, alors elle doit permettre au spectateur de rebondir et de méditer sur l’image pour accéder à une autre dimension qui elle ne relève pas de l’ordre du visible. 
Philippe de Champaigne diffère en cela de Nicolas Poussin dont la peinture aurait l’ambition de rendre visible l’idéalisme qui deviendrait alors une fin en soi. Cette tentation rappelle à certains égards certains courants humanistes qui s’étaient appuyés sur la perspective linéaire pour produire une métaphysique dont l’expression la plus achevée aboutissait au « studiolo » de la Renaissance. Philippe de Champaigne en ce sens s’inscrit en réalité dans une théologie négative, c'est-à-dire que le divin, quel qu’il soit, ne peut avoir de visibilité. Le classicisme de Philippe de Champaigne dans sa représentation est plus séculier. Il pose clairement la question du pardon dont bénéficie Marie-Madeleine dans l’iconographie du tableau que la guerre de Trente ans éclaire particulièrement et donc de l’intercession. Ajouté à cela la question brûlante du jansénisme parisien et le miracle de sa fille qui obtient une guérison, le pharisien pourrait paradoxalement bien être le Saint Siège catholique romain plus attaché au dogme qu’il ne l’est à l’homme. 
À l’inverse, Nicolas Poussin matérialise son idéalisme et plus précisément l’idée qu’il se fait de l’Antiquité tel qu’il la vit en tant qu’homme du XVIIe siècle et dans laquelle il croit toujours même si cette dernière traduit parfois une certaine nostalgie. La tour d’ivoire de Nicolas Poussin est en fait un conservatoire, presque un musée et n’est pas si éloignée du « studiolo » d’un prince fortuné.

## Description factuelle
Ce tableau représente un repas où plusieurs personnes sont rassemblées. La scène se passe dans une architecture intérieure en pierre assez monumentale qui à l’allure d’un temple. Le banquet semble avoir quelques magnificences. Les personnages sont vêtus noblement à la romaine. Quatre personnes paraissent se détacher des autres figurant le fond. L’action représentée montre d’un côté un homme retenant la parole des autres convives avec son voisin qui se met le doigt sur la bouche semblant attendre quelque chose, de l’autre côté, un deuxième homme lève le bras droit pour indiquer la femme se trouvant à ses pieds dans un geste de démonstration. 
Expressive
Les personnages semblent tous animés par une expression qui leur est propre. Ils sont d’une certaine façon idéalisés et d’un autre côté, cette perfection est individualisée par une psychologie particulière. Toute la palette des états d’âme est présente. On peut voir la complicité du jeune homme à droite qui se met la main sur la bouche, le personnage à la barbe blanche au premier plan qui attend de voir, celui qui lui fait face, habité d’une certitude inébranlable, qui semble lui avoir déjà répondu. Au premier plan à gauche se trouve une femme qui paraît adorer celui aux pieds duquel elle est écroulée. Ceux du fond semblent parier sur le résultat à venir ou paraissent indifférents à la situation. 
Plastique
Cette description, inhabituelle dans la peinture classique peut donner des informations qui permettront de confirmer ou d’infirmer les descriptions factuelle et expressive. Elle permet surtout d’éviter l’érudition nécessaire d’une analyse qui serait strictement iconographique. Elle ouvre de surcroît l’œuvre classique à la modernité dont la perception de la réalité est plus structurelle. 
Cette œuvre de Champaigne est complexe et va poser la question de la composition, de l’espace, de la lumière, de la couleur et de l’anatomie. Concernant la composition, «Le repas chez Simon» traduit une isocéphalie certaine. Les têtes des personnages sont toutes sensiblement sur une même ligne horizontale. Seule la femme déroge à cette règle. De plus, la composition s’organise sur une symétrie que divise rigoureusement une verticale posée en plein milieu et tendue comme un fil à plomb par l’encensoir posé sur le sol. Une orthogonalité stricte gère en fait la composition du tableau. L’artiste reprend là une tradition médiévale qui consiste à gérer l’image en termes de surface. Cette syntaxe géométrique s’additionne aux autres syntaxes. 
Concernant l’espace, il reprend les spéculations qui ont lieu sur la perspective. Cette dernière est frontale. Son point de fuite se tient au centre exact du tableau dans la porte dont le rideau est ouvert par le personnage du fond sur un extérieur urbain. Seules les fuyantes du carrelage en damier du sol et de l’entrée monumentale du mur du fond permettent sa détermination. Tous les objets et la table sont assujettis à cette perspective sauf le siège de l’homme de gauche.
La lumière est de source multiple. Il existe d’abord une lumière naturelle qui vient éclairer de façon logique la situation. Elle n’est pas interne au tableau mais vient d’ailleurs. Si sa qualité paraît naturelle, sa source n’en est pas moins symbolique car elle vient de notre droite pour mettre en valeur le Christ et lui donner raison alors que Simon le pharisien est à la gauche de ce dernier, le mauvais côté.
Parallèlement, la lumière donne la priorité à certains personnages du sujet, Jésus et Simon, par rapport à d’autres qui se trouvent dans l’ombre. Il y a donc une légère surintensité qui donne à l’action une dimension théâtrale. Une troisième lumière existe et se voit dans le très léger nimbe de la tête de Jésus. C’est la lumière symbolique. Elle correspond à un anachronisme auquel l’artiste cède pour traduire la divinité du Christ.
Concernant la couleur, le classicisme la définit de façon stricte. La couleur n’est pas pure au sens moderne mais néanmoins obtient une qualité de broyage qui lui permet d’atteindre une grande intensité. Le classique détermine d’abord un ton local correspondant à plusieurs paramètres. La couleur peut correspondre à une symbolique, à un choix de l’artiste qui recherche des contrastes et des harmonies, à des modes, au plaisir d’un commanditaire. Puis, pour simuler les différentes valeurs du tissu, l’artiste joue sur le clair et le foncé. Mais à la différence de certains maniéristes vénitiens qui n’hésitaient pas à mélanger plusieurs couleurs, le classique s’y refuse et choisit au contraire l’unité et la clarté. Une exception cependant dans cette œuvre est la robe de Marie-Madeleine dont le ton local est le jaune mais qui joue sur le violet pour les ombres et sur le blanc pour la lumière.
Concernant l’anatomie, Philippe de Champaigne reste classique jusqu’au bout. Ses personnages comme ses visages cherchent à signifier une qualité, une psychologie qui se situent entre le particulier et le général. Parallèlement à cette volonté, se manifeste un souci scientifique, sans doute le seul, à étudier le corps humain dans sa réalité corporelle et physique. Les élèves des Beaux-Arts pratiquent les écorchés depuis maintenant le XVIe siècle et cette pratique devient visible dans la représentation picturale. Les classiques reprennent cet héritage et le confirment. Le corps est d’abord un squelette sur lequel viennent se poser les muscles, puis les ligaments avec les veines et enfin la peau. Une conception qui pour ne pas échapper à l’idéalisme classique, n’en conserve pas moins ses racines dans le matérialisme humaniste d’un Léonard de Vinci et de ses planches anatomiques, par exemple.
Enfin, une phrase en hébreu apparaît sur le revers du manteau de Simon traduisant les deux ordres du Décalogue : tu adoreras ton Dieu et tu te méfieras des images.

## Analyse
Analyse factuelle
Cette analyse factuelle doit permettre, dans l’hypothèse d’une iconographie déterminée, de caractériser le sujet ainsi que sa source littéraire. Dans ce cas, il s’agit d’un passage de la Bible : dans le Nouveau Testament, à l'Évangile selon saint Luc.
Philippe de Champaigne représente simplement le passage sans qu’il y ait un travail d’interprétation particulier. Un choix est fait, bien-sûr, sur la façon dont le sujet s’inscrit dans le temps et l’espace mais l’artiste ne semble pas intéressé par un déplacement, un détournement du texte de référence. Au contraire, il le respecte à la différence de certains maniéristes qui n’auraient pas hésité à l'extrapoler. Le travail de l’artiste en réalité va se situer sur le terrain des arts plastiques. 
Expressivité
L’expressivité, bien que d’un grand classicisme, n’en est pas moins présente. Elle cherche évidemment à se coder. Ainsi, apparaît cette science qui pousse sur le terrain de l’esthétique mais pas uniquement. Elle s’appelle la physiognomonie dans laquelle la forme est en harmonie avec le fond. Elle confirme à nouveau cette adéquation antique « kaloskagatos » dans sa version moderne, c'est-à-dire chrétienne. En effet, chaque personnage a une expression qui lui est propre mais que l’artiste transcende en même temps par l’idéal classique. L’artiste reprend, de ce point de vue, la science de la physiognomonie dont le but consiste à donner une forme à une idée ou à un sentiment. 
Plastique
C’est a ce stade de l’analyse qu’il convient, sans doute, de mettre en relation toutes les observations précédentes. En effet, la composition n’est pas sans relation à la perspective. Philippe de Champaigne joue l’adéquation puisque le point de fuite correspond exactement au centre de l’orthogonalité qui s’est mise naturellement en place avec la verticale et l’horizontale. C’est le discours de la vérité qui est ainsi fondé. La surface et l’espace se confirment l’un l’autre et engendrent une vérité tautologique donnant ainsi au tableau une grande autonomie. Une seule dérogation sans doute peut se voir dans le siège de Jésus dont les lignes de fuite ne s’assujettissent pas à cette syntaxe spatiale de la perspective.
La lumière fonctionne sur un régime très différent. Si la perspective et la composition sont frontales et orthogonales, la lumière, par sa source, ne joue pas ce jeu de la frontalité mais vient briser cette logique par sa latéralité. La lumière instruit le temps et plus précisément l’instant de la vérité (à la différence de la perspective qui instruirait l’espace). Pas un mot n’est échangé mais le geste de Jésus répète l’obliquité du rai lumineux qui tranche la toile en deux. Là aussi, la répétition joue son rôle de vérité. 
La couleur, par ce ton local qui doit être atteint, finit par abstraire la couleur de toute matérialité. Le tissu, sa texture et sa nature deviennent couleur chez Philippe de Champaigne qui affectionnait dans un premier temps, par son origine nordique, cette réalité et qui cédait à la tentation de sa représentation. La couleur, par son abstraction potentielle, contraste avec la réalité médicale du corps. Les habits peuvent être d’ailleurs le prétexte à l’écriture. Ainsi, un texte en hébreu, pour souligner sa source dans l’Ancien Testament, indique les deux premières lois du décalogue, tu adoreras ton dieu et tu te méfieras des images (La référence biblique est indiquée à la fin de la présente étude). 
L’anatomie s’intrique au réseau géométrique, spatial et lumineux par des liens discrets. L’isocéphalie détermine la composition avec cette verticale ainsi que la gestualité de Jésus en correspondance avec la lumière accentuant ce parti-pris de l’adéquation. De surcroît, cette isocéphalie n’est pas absolument rigoureuse et permet de mettre face à face les yeux de Simon et la bouche de Jésus. La disposition des personnages dans l’espace contribue également à la perspective. Ainsi Simon et le Christ sont répétés par deux autres personnages en arrière-plan qui tendent vers le point de fuite et en confirment les lignes.

## Interprétation

### Intrinsèque (particulier)
Ce tableau permet de comprendre les sentiments qui animent Philippe de Champaigne à ce moment. La nécessité d’un métier parfaitement maîtrisé permettant de partir du réel et dont le seul intérêt serait de permettre une transcendance divine. Encore celle-ci n’est-elle pas du domaine du visible. Seule une ascèse doit permettre de l’atteindre.
Sans doute, cette question est-elle un des enjeux du tableau. En effet, Simon pèche par le regard et en dernière instance par les apparences en la personne de Marie-Madeleine, grande pécheresse dans sa chair mais généreuse dans le cœur, qualité à laquelle le pharisien reste insensible, trop attaché à l’extériorité qu’il est. Jésus est traversé par le verbe et peut incarner la vérité divine. Il est au-dessus des contingences terrestres. Il y déroge plastiquement. Il voit l’essentiel. Entre les deux personnages, se trouve un vide, un silence dont la particularité est de correspondre au point de fuite superposé par le centre de l’orthogonalité de la composition. Une grande centralité qui traduit assez bien ce que peut être la totalité échappant toujours à l’homme et qui dépasse ses limites. Ce point d’où part l’infini, se détermine par une croix qui là aussi exprime parfaitement les enjeux religieux du moment mais qui sont à projeter à un niveau plus philosophique. 
La plus belle, la plus achevée des peintures ne permet pas la manifestation du divin. Ce dernier reste invisible, inaccessible à l’entendement humain. L’image peut tout juste être un tremplin pour atteindre cette totalité et ne pas avoir d’autre prétention. Les deux ordres du Décalogue qu’inscrit Philippe de Champaigne sur le revers du vêtement de Simon militent en ce sens. En effet, « Tu adoreras ton Dieu » montre de quelle totalité il est question et celle qu’il convient d’atteindre ainsi que « Tu te méfieras des images » qui traduit à quel point l’artiste est sceptique sur les vertus d’une image dont le but serait de présenter une totalité accessible.

### Extrinsèque (général)
Plus largement, cette œuvre permet de voir ce à quoi correspond le classicisme. Ce courant reprend l’héritage des humanistes et de Raphaël afin de déterminer ce qu’est la grande peinture. Cette affirmation de principe d’un classicisme pur et dur avec le risque de dériver vers une idéologie dogmatique doit se situer, pour être compris, dans un environnement ne serait-ce qu’esthétique et dont les clivages conduisent à des positions naturellement partisanes.
En effet, ce Grand Siècle se partage en trois courants sur le terrain esthétique. Le classicisme était loin d’avoir la suprématie. Le maniérisme du XVIe siècle en se fédérant autour d’un discours baroque au XVIIe siècle, avait su conquérir par la séduction, le spectaculaire et sa virtuosité le pouvoir religieux et politique. Ces derniers garantissaient ainsi matériellement leur pérennité ne serait-ce qu’à moyen terme grâce à une stratégie de communication fondée sur l’image et en fait sur les arts. On assiste là à une profanation absolue de l’art à l’origine sacré qui se sécularise dans des intérêts désormais mondains. Le luminisme plus radical, plus novateur est à l’inverse de cette position. La lumière est utilisée par les luministes non pas pour sa sensualité qu’exploitent les baroques mais pour sa brutalité et sa capacité à décrire, voire dénoncer la réalité.
Le classicisme dans cette dialectique matérialiste entre un baroque sensuel et un luminisme réaliste reste le seul tenant d’un idéalisme qui va s’user et décliner, incapable qu’il est maintenant de susciter de nouvelles vocations susceptibles de croire dans cette utopie devenue désuète.
Nicolas Poussin reste le seul et le dernier classique exilé à Rome, patrie des artistes. Loin de sa terre natale envers laquelle il ne manifeste pas de regret, il a trouvé son Arcadie. Son pays lui fait pourtant des propositions matérielles qu’il refusera loin qu’il est de toute cette sécularité mondaine dont il méprise les bruits.